# Березівська сільська рада (Радехівський район)
| Березівська сільська рада — колишній орган місцевого самоврядування у Радехівському районі Львівської області з адміністративним центром у с. Березівка. Історична дата утворення: в 1939 році. Водоймища на території, підпорядкованій даній раді: річка Стир. Сільській раді були підпорядковані населені пункти: - с. Березівка - с. Бебехи - с. Грицеволя - с. Новоставці - с. Підмонастирок |

## Склад ради
Рада складалася з 16 депутатів та голови.

### Керівний склад ради
| ПІБ                          | Основні відомості                                                               | Дата обрання | Дата звільнення |
| ---------------------------- | ------------------------------------------------------------------------------- | ------------ | --------------- |
| Марціховський Йосип Петрович | Сільський голова, 1948 року народження, освіта, безпартійний                    | 26.03.2006   | 31.10.2010      |
| Шпур Степан Степанович       | Сільський голова, 1962 року народження, освіта середня спеціальна, безпартійний | 31.10.2010   |                 |

Примітка: таблиця складена за даними джерела